# Descend
Descend är ett band från Stockholm som spelar progressiv dödsmetall. Bandet bildades 2003 och deras första album Through the Eyes of the Burdened släpptes 2011 genom Supernova Records och blev nominerade till "Årets svenska debut" av WeRock.se. Descend spelade på Metaltown 2012. 2014 släppte Descend sitt andra album Wither genom Inverse Records.
Jonathan Persson och Justin Biggs lämnade bandet hösten 2017 och ersattes av Emil Nissilä (ex-Deathbreed) samt Raul Vicente (Hyperion). Bandet släpper sitt tredje album under 2019.

## Medlemmar
Nuvarande medlemmar
- Nima Farhadian L. – sång (2009– )
- Andreas Lindström – gitarr (2003– )
- Alex Wijkman – gitarr (2008– )
- Raul Vicente - basgitarr (2017– )
- Emil Nissilä - trummor (2017– )

Tidigare medlemmar
- Joakim "Jocke" Palm – basgitarr (2006–2007)
- Leonard Johansson – sång (2003–2008)
- Justin Biggs – basgitarr (2007–2017)
- Jonathan Persson – trummor (2006–2017)

Timeline

## Diskografi
Demo
- Broken Pieces (2006)

Studioalbum
- Through the Eyes of the Burdened (2011)
- Wither (2014)
- The Deviant (2020)

EP
- The Reckoning (2009)

Singlar
- "Orders from Above" (2007)
- "The Life Delusion" (2011)